# ژان فرانسه
ژان فرانسه (به فرانسوی: Jean Françaix) آهنگساز فرانسوی در ۲۳ مه ۱۹۱۲ در مان، فرانسه به دنیا آمد و در ۲۵ سپتامبر ۱۹۹۷ در پاریس درگذشت.

## برخی از آثار
- دو کنسرتو ویلن
- کنسرتو فلوت
- کنسرتو پیانو
- کنسرتو باسون
- کنسرتو کلارینت
- دیورتیمنتو برای هورن و ارکستر
- شهر اسرارآمیز
- بازی شاعرانه برای چنگ و ارکستر
- فانتزی برای ویلنسل و ارکستر
- دوازده باله
- پنج اپرا

## شنیدن آثار
- youtube